# Jennie B. Moton
Jennie B. Moton, född 1879, död 1942, var en amerikansk aktivist. 
Hon var ordförande för National Association of Colored Women 1937–1941. 